# Kangoos – Fit für Basketball!
Kangoos – Fit für Basketball! (Originaltitel: Kangoo) ist eine französische Zeichentrickserie, die zwischen 1995 und 2000 produziert wurde.

## Handlung
Die fünf Kängurus lieben Basketball. Die Gruppe besteht dabei aus dem Anführer Napo, dem oft zänkischen Kevin, dem handwerklich geschickten Nelson, dem Mathematiker Archie sowie dem etwas angeknallten Junior. Alle stammen von der Insel Kangoo und reisen mit ihrem Trainer Samy und dessen Tochter Tiffanie um die Welt. Dabei spielen sie gegen viele andere Teams und erleben eine Vielzahl an Abenteuern.

## Produktion und Ausstrahlung
Die Serie wurde zwischen 1995 und 2000 in Frankreich produziert.
Erstmals wurde die Serie am 3. September auf TF1 ausgestrahlt. Die deutsche Erstausstrahlung erfolgte 1997 auf RTL 2. Weitere Ausstrahlungen erfolgten ebenfalls auf Super RTL und KidsCo. 2002 erschien unter dem Titel: Kangoo Juniors ein Ableger der Serie, der jedoch im deutschen Sprachraum bislang nicht veröffentlicht wurde.

## Synchronisation
| Rolle    | Französischer Sprecher | Deutscher Sprecher |
| -------- | ---------------------- | ------------------ |
| Napo     | Patrick Poivey         | Eberhard Haar      |
| Kevin    | Daniel Beretta         |                    |
| Nelson   | Marc François          |                    |
| Archie   | Roger Carel            | Achim Schülke      |
| Junior   | Valérie de Vulpian     | Daniela Reidies    |
| Django   |                        |                    |
| Samy     | Benoît Allemane        |                    |
| Tiffanie | Valérie de Vulpian     |                    |
| Mister D | Jean-Claude Montalban  |                    |

## Episodenliste
| Nr. | deutscher Titel                           | französischer Titel               |
| 1   | Ein Trainer fällt vom Himmel              | Le secret de la Sierra Kangoo     |
| 2   | Falsches Spiel                            | Les trafiquants d’armes           |
| 3   | Ein bombiger Ball                         | Un ballon explosif                |
| 4   | Spiel mit harten Bandagen                 | Les robots de Vipéra              |
| 5   | Der unsichtbare Gegner                    | L’ennemi invisible                |
| 6   | Einer für alle, alle für einen            | L’île de Vulcanum                 |
| 7   | Geisterstunde                             | On a volé la momie                |
| 8   | Der Zwergenaufstand                       | Le piège de Vipéra                |
| 9   | Das nächste Spiel ist immer das schwerste | Les enfants de la montagne sacrée |
| 10  | Süße Träume und eine harte Landung        | Mister D a disparu                |
| 11  | Doppelt hält besser                       | Roy Walter chez les Kangoo        |
| 12  | Das große Beben                           | Tremblement de terre à Wes        |
| 13  | Eine kostbare Fracht                      | Le trésor de Jumbo Princesse      |
| 14  | Niemand ist, wer er ist                   | L’empire des clones               |
| 15  | Der blaue Tod                             | La malédiction de la plante dorée |
| 16  | Aller bösen Dinge sind drei               | La bande des trois                |
| 17  | Ein genialer Plan                         | La trahison de Napo               |
| 18  | Tiffany wird entführt                     | Panique à la Sierra Kangoo        |
| 19  | Gefährliches Autorennen                   | Raid à Westland                   |
| 20  | Die Zwillingsschurken                     | Les deux visages de Mister D      |
| 21  | Der Schrecken fährt mit                   | Le train fou                      |
| 22  | Die letzten Tage von Mysialand            | La nouvelle reine du Mysialand    |
| 23  | Gefahr aus dem All                        | Poussière d’étoile                |
| 24  | Juniors Alptraum                          | Du fluo pour les Kangoo           |
| 25  | Bürgerkrieg in Birtuma                    | La vengeance de Robur             |
| 26  | Die Sonnenfinsternis                      | Le mystère de la plante dorée     |
| 27  | Die versunkene Stadt                      | La cité engloutie                 |
| 28  | Schwieriges Babysitting                   | Un bébé pour les Kangoo           |
| 29  | Das geheimnisvolle Tal                    | La vallée mystérieuse             |
| 30  | Ein Riesenaffe für Mister D.              | Le Mogo du Mysialand              |
| 31  | Das Meerungeheuer                         | Le fantôme de l’océan             |
| 32  | Mit List und Tücke                        | Le quartz d’argent                |
| 33  | Die verzauberte Violine                   | Le violon magique                 |
| 34  | Ein Planet in der Krise                   | Le maître des profondeurs         |
| 35  | Das gestohlene Präsidentensiegel          | Le pantin maudit                  |
| 36  | Die Zeitmaschine                          | Le compte à rebours               |
| 37  | Tiffanys Hochzeit                         | La légende de Birbakra            |
| 38  | Kangoos in der Falle                      | Pamela D est de retour            |
| 39  | Ein unfaires Team                         | Marathon pour les Kangoo          |
| 40  | Das Rätsel um Tiffany                     | Mais où est passée Tiffanie ?     |
| 41  | Supergenius – der neue Held               | Super Génius                      |
| 42  | Gefährliche Langeweile                    | L’ouragan de Vipéra               |
| 43  | Angriff der Riesenspinnen                 | La tarentule de l’archipel        |
| 44  | Eine einsame Königin                      | Royal caprice                     |
| 45  | Entführung aus dem Westland               | Un infâme chantage                |
| 46  | Die große Schatzsuche                     | Le trésor de Richard le Rouge     |
| 47  | Der Killerplanet                          | La planète maudite                |
| 48  | Hotel zur Sonne                           | Le Grand Hôtel du Soleil          |
| 49  | Die Nacht der Delphine                    | La nuit des dauphins              |
| 50  | Schwarze Magie                            | Magie noire                       |
| 51  | Die Rache des Sultans                     | Au secours de Cantor              |
| 52  | Die Insel des Schreckens                  | L’île aux sortilèges              |
| 53  | Übermut tut selten gut                    | À la poursuite de la plante dorée |
| 54  | Gedächtnisverlust                         | Perte de mémoire                  |
| 55  | Die italienische Comtessa                 | L’étrange Comtessa                |
| 56  | Wer hat das Mogonino entführt?            | Le fils du Mogo                   |
| 57  | Kevin, der beste Schütze im Wilden Westen | Les Kangoo au far-west            |
| 58  | Der Spion mit dem Mikrofilm               | Pas de file pour Pamela           |
| 59  | Kleiner Hund ganz groß                    | Les malheurs d’Oscar              |
| 60  | Der Schatz des Piraten Gelbbart           | Le galion perdu                   |
| 61  | Und jeden Tag aufs Neue                   | Rude journée pour les Kangoo      |
| 62  | Die Meerjungfrau der blauen Lagune        | La sirène du lagon bleu           |
| 63  | Dr. Napo und Mr. Leon                     | Dédoublement de personnalité      |
| 64  | Das magische Rubinzepter                  | La ville fabuleuse                |
| 65  | Auf Nimmerwiedersehen                     | Le triomphe des Kangoo            |